# ميخائيل شاين نيل
ميخائيل شاين نيل (بالإنجليزية: Michael Shane Neal)‏ هو رسام أمريكي، ولد في 23 نوفمبر 1968.

## وصلات خارجية
- الموقع الرسمي